# Atalanta Bergamasca Calcio 1939-1940
Questa pagina raccoglie i dati riguardanti l'Atalanta Bergamasca Calcio nelle competizioni ufficiali della stagione 1939-1940.

## Stagione
La delusione rimediata ad opera del Venezia l'anno prima non abbatte i nerazzurri, ma costituisce la premessa per una reazione d'orgoglio.
Il presidente Bertoncini allestisce uno squadrone che affida a Fiorentini. L'Atalanta domina il campionato, totalizzando 47 punti in 34 gare ottenendo l'obiettivo prefissato. L'Atalanta si aggiudica per la prima volta il campionato cadetto da quando è stato inaugurato (aveva vinto la Prima Divisione in precedenza), il tutto grazie anche ai gol del neo-acquisto Gaddoni e alle prestazioni di Cominelli, sempre più leader di questa squadra.
Altro dato significativo è l'imbattibilità della squadra in casa: saranno zero le sconfitte e solo 9 gol subiti. La festa promozione avviene la domenica 9 giugno del 1940, alla penultima giornata contro il Fanfulla a Lodi. Meno di ventiquattr'ore dopo, l'Italia entra nella seconda guerra mondiale.
In Coppa Italia l'Atalanta al Secondo turno estromette l'Udinese, venendo però eliminata al turno successivo dal Brescia, dopo la ripetizione della gara precedente terminata in parità.

## Organigramma societario
Area direttiva
- Presidente: Nardo Bertoncini
- Vice Presidente: Paolo Masneri
- Segretario: Oreste Onetto

Area tecnica
- Allenatore: Ivo Fiorentini

Area sanitaria
- Medico Sportivo: Elio Leni
- Massaggiatore: Leone Sala

## Rosa
| N. |                   | Ruolo | Calciatore          |
| -- | ----------------- | ----- | ------------------- |
|    | Italia (bandiera) | P     | Loris Borgioli      |
|    | Italia (bandiera) | P     | Carlo Brasca        |
|    | Italia (bandiera) | P     | Pietro Sibella      |
|    | Italia (bandiera) | P     | Giuseppe Zibetti    |
|    | Italia (bandiera) | D     | Brambilla           |
|    | Italia (bandiera) | D     | Edgardo Ciancamerla |
|    | Italia (bandiera) | D     | Luigi Mamoli        |
|    | Italia (bandiera) | D     | Antonio Morzenti    |
|    | Italia (bandiera) | D     | Francesco Simonetti |
|    | Italia (bandiera) | D     | Franco Terni        |
|    | Italia (bandiera) | C     | Albanese            |
|    | Italia (bandiera) | C     | Ermelindo Bonilauri |
|    | Italia (bandiera) | C     | Dino Bovoli         |
|    | Italia (bandiera) | C     | Severo Cominelli    |
|    | Italia (bandiera) | C     | Facchinetti         |

| N. |                   | Ruolo | Calciatore         |
| -- | ----------------- | ----- | ------------------ |
|    | Italia (bandiera) | C     | Giacomo Foresti    |
|    | Italia (bandiera) | C     | Salvatore Perrucci |
|    | Italia (bandiera) | C     | Alberto Sacchetti  |
|    | Italia (bandiera) | C     | Giuseppe Saccone   |
|    | Italia (bandiera) | C     | Vittorio Schiavi   |
|    | Italia (bandiera) | A     | Appiani            |
|    | Italia (bandiera) | A     | Trentino Bui       |
|    | Italia (bandiera) | A     | Vittorio Erba      |
|    | Italia (bandiera) | A     | Giovanni Gaddoni   |
|    | Italia (bandiera) | A     | Luigi Goisis       |
|    | Italia (bandiera) | A     | Mario Pagliano     |
|    | Italia (bandiera) | A     | Giovanni Ravasi    |
|    | Italia (bandiera) | A     | Arnaldo Salvi      |
|    | Italia (bandiera) | A     | Francesco Tagliani |
|    | Italia (bandiera) | A     | Eligio Vecchi      |

## Calciomercato
| Acquisti | Acquisti           | Acquisti         | Acquisti   |
| R.       | Nome               | da               | Modalità   |
| -------- | ------------------ | ---------------- | ---------- |
| P        | Carlo Brasca       | Gerli            | definitivo |
| P        | Giuseppe Zibetti   | Caravaggio       | definitivo |
| D        | Luigi Mamoli       | Lecco            | definitivo |
| C        | Dino Bovoli        | Pro Vercelli     | definitivo |
| C        | Alberto Sacchetti  | Gubbio           | definitivo |
| A        | Trentino Bui       | Roma             | definitivo |
| A        | Vittorio Erba      | Pro Patria       | definitivo |
| A        | Giovanni Gaddoni   | Torino           | definitivo |
| A        | Luigi Goisis       | Falco            | definitivo |
| A        | Mario Pagliano     | Biellese         | definitivo |
| A        | Francesco Tagliani | Ambrosiana-Inter | definitivo |
| A        | Eligio Vecchi      | Fiorentina       | definitivo |

| Cessioni | Cessioni              | Cessioni    | Cessioni      |
| R.       | Nome                  | a           | Modalità      |
| -------- | --------------------- | ----------- | ------------- |
| D        | Enzo Zambetti         | Seregno     | definitivo    |
| C        | Nicolò Nicolosi       | Catania     | prestito      |
| C        | Pietro Pastorino      | Napoli      | definitivo    |
| A        | Amedeo Amadei         | Roma        | fine prestito |
| A        | Alessandro Fornasaris | Parma       | definitivo    |
| A        | Carlo Girometta       | Alessandria | definitivo    |
| A        | Giuseppe Scategni     | Pisa        | definitivo    |

## Risultati

### Serie B

#### Girone d'andata
| Arbitro: | Neri (Vicenza) |

|                                   |           |  |
| Cominelli 36’ Gaddoni 76’ Bui 88’ | Marcatori |  |

| Arbitro: | Scotto (Savona) |

|                      |           |  |
| Costenaro 40’ (rig.) | Marcatori |  |

| Arbitro: | Salvatori (Roma) |

|               |           |                                            |
| Ravizzoli 85’ | Marcatori | 2’ Ravasi 5’ Cominelli 57’ Gaddoni 59’ Bui |

| Arbitro: | Galeati (Bologna) |

|                        |           |                       |
| Cominelli 10’ Erba 69’ | Marcatori | 4’ Viani 14’ Zidarich |

| Alessandria 15 ottobre 1939, ore ? 5ª giornata | Alessandria         | 0 – 0 | Atalanta | Campo del Littorio\| Arbitro: \| Conticini (Firenze) \| |
| Arbitro:                                       | Conticini (Firenze) |       |          |                                                         |

| Arbitro: | Bellè (Venezia) |

|                                             |           |                  |
| Cominelli 2’ Bui 64’ Ciancamerla 90’ (rig.) | Marcatori | 82’ (rig.) Cenci |

| Arbitro: | Gamba (Napoli) |

|  |           |                         |
|  | Marcatori | 25’ Gaddoni 70’ Saccone |

| Arbitro: | Rosso (Torino) |

|                                |           |  |
| Gaddoni 44’, 54’ Cominelli 52’ | Marcatori |  |

| Bergamo 19 novembre 1939, ore ? 9ª giornata | Atalanta                | 0 – 0 | Sanremese | Stadio Mario Brumana\| Arbitro: \| Gnocchini (Alessandria) \| |
| Arbitro:                                    | Gnocchini (Alessandria) |       |           |                                                               |

| Arbitro: | Galeati (Bologna) |

|          |           |  |
| Dusi 44’ | Marcatori |  |

| Arbitro: | Bonivento (Venezia) |

|                                                       |           |  |
| Gaddoni 32’, 47’, 69’, 82’ Cominelli 45’ Pagliano 77’ | Marcatori |  |

| Arbitro: | Bertolio (Torino) |

|                   |           |                  |
| Marini 24’ (rig.) | Marcatori | 12’, 28’ Gaddoni |

| Arbitro: | Neri (Vicenza) |

|                                                |           |                                 |
| Faccenda 14’ Bertoni II 25’, 64’ Niccolini 49’ | Marcatori | 23’, 62’ Salvi 56’, 85’ Gaddoni |

| Arbitro: | Fois (Roma) |

|                                              |           |           |
| Ciancamerla 6’ (rig.) Vecchi 21’ Gaddoni 49’ | Marcatori | 31’ Capra |

| Arbitro: | Viarengo (Asti) |

|             |           |                       |
| Cortini 50’ | Marcatori | 84’ Salvi 90’ Gaddoni |

| Arbitro: | Viarengo (Asti) |

|                                               |           |              |
| Vecchi 55’ Ciancamerla 56’ (rig.) Gaddoni 78’ | Marcatori | 35’ Colaneri |

| Arbitro: | Candela (Genova) |

|             |           |               |
| Gaddoni 44’ | Marcatori | 47’ D'Odorico |

#### Girone di ritorno
| Arbitro: | Galletti (Como) |

|                     |           |  |
| Borgioli 79’ (aut.) | Marcatori |  |

| Arbitro: | Coletti (Treviso) |

|               |           |  |
| Cominelli 10’ | Marcatori |  |

| Arbitro: | Neri (Vicenza) |

|               |           |  |
| Cominelli 53’ | Marcatori |  |

| Arbitro: | Dellarole (Roma) |

|                                    |           |  |
| Cattaneo 5’ Viani 62’ Costanzo 76’ | Marcatori |  |

| Arbitro: | Zelocchi (Modena) |

|             |           |  |
| Schiavi 32’ | Marcatori |  |

| Arbitro: | Soliani (Genova) |

|                               |           |                           |
| Alberico 41’ Pozzo 44’ (rig.) | Marcatori | 40’ Gaddoni 49’ Cominelli |

| Arbitro: | Tassini (Verona) |

|                            |           |                              |
| Cominelli 25’ Pagliano 27’ | Marcatori | 55’ (rig.) Mongardi 59’ Masi |

| Arbitro: | Dattilo (Roma) |

|                   |           |               |
| Cappello 15’, 21’ | Marcatori | 46’ Cominelli |

| Arbitro: | Zelocchi (Modena) |

|  |           |                             |
|  | Marcatori | 23’, 72’ Cominelli 50’ Erba |

| Arbitro: | Salvatori (Roma) |

|                               |           |  |
| Gaddoni 16’, 34’ Pagliano 70’ | Marcatori |  |

| Arbitro: | Soliani (Genova) |

|  |           |             |
|  | Marcatori | 76’ Schiavi |

| Arbitro: | Galeati (Bologna) |

|               |           |  |
| Cominelli 23’ | Marcatori |  |

| Arbitro: | Scorzoni (Bologna) |

|                                    |           |  |
| Cominelli 6’ Salvi 35’ Gaddoni 81’ | Marcatori |  |

| Arbitro: | Mattea (Torino) |

|                  |           |                   |
| Di Benedetti 87’ | Marcatori | 49’, 80’ Pagliano |

| Arbitro: | Bertolio (Torino) |

|             |           |            |
| Gaddoni 66’ | Marcatori | 22’ Macchi |

| Arbitro: | Ciamberlini (Genova) |

|              |           |             |
| Cattaneo 86’ | Marcatori | 35’ Gaddoni |

| Arbitro: | Carli (Padova) |

|                                              |           |             |
| Terni 41’ (aut.) Tabanelli 52’ D'Odorico 87’ | Marcatori | 16’ Gaddoni |

### Coppa Italia

#### Secondo turno eliminatorio
| Arbitro: | Zavattaro (Casale M.) |

|                                                    |           |                 |
| Gaddoni 26’ Cominelli 43’ Pagliano 60’ Appiani 87’ | Marcatori | 29’, 35’ Degano |

#### Terzo turno eliminatorio
| Arbitro: | Bertolio (Torino) |

|                           |           |                                             |
| Bui 44’ Pagliano 60’, 65’ | Marcatori | 19’ (rig.), 83’ (rig.) Moretti 26’ Grazioli |

| Arbitro: | Gamba (Napoli) |

|                                    |           |  |
| Grazioli 42’ (rig.), 47’, 52’, 75’ | Marcatori |  |

## Statistiche

### Statistiche di squadra
| Competizione | Punti | In casa | In casa | In casa | In casa | In casa | In casa | In trasferta | In trasferta | In trasferta | In trasferta | In trasferta | In trasferta | Totale | Totale | Totale | Totale | Totale | Totale | DR  |
| Competizione | Punti | G       | V       | N       | P       | Gf      | Gs      | G            | V            | N            | P            | Gf           | Gs           | G      | V      | N      | P      | Gf     | Gs     | DR  |
| ------------ | ----- | ------- | ------- | ------- | ------- | ------- | ------- | ------------ | ------------ | ------------ | ------------ | ------------ | ------------ | ------ | ------ | ------ | ------ | ------ | ------ | --- |
| Serie B      | 47    | 17      | 12      | 5       | 0       | 37      | 9       | 17           | 7            | 4            | 6            | 25           | 22           | 34     | 19     | 9      | 6      | 62     | 31     | +31 |
| Coppa Italia | -     | 2       | 1       | 1       | 0       | 7       | 5       | 1            | 0            | 0            | 1            | 0            | 4            | 3      | 1      | 1      | 1      | 7      | 9      | -2  |

### Statistiche dei giocatori
| Giocatore      | Serie B  | Serie B | Coppa Italia | Coppa Italia | Totale   | Totale |
| Giocatore      | Presenze | Reti    | Presenze     | Reti         | Presenze | Reti   |
| -------------- | -------- | ------- | ------------ | ------------ | -------- | ------ |
| Albanese       | 0        | 0       | 1            | 0            | 1        | 0      |
| Appiani        | 0        | 0       | 1            | 1            | 1        | 1      |
| E. Bonilauri   | 32       | 0       | 2            | 0            | 34       | 0      |
| L. Borgioli    | 34       | -31     | 1            | -2           | 35       | -33    |
| D. Bovoli      | 29       | 0       | 2            | 0            | 31       | 0      |
| Brambilla      | 0        | 0       | 1            | 0            | 1        | 0      |
| C. Brasca      | 0        | 0       | 1            | -4           | 1        | -4     |
| T. Bui         | 27       | 3       | 2            | 1            | 29       | 4      |
| E. Ciancamerla | 32       | 3       | 2            | 0            | 34       | 3      |
| S. Cominelli   | 34       | 15      | 1            | 1            | 35       | 16     |
| V. Erba        | 7        | 2       | 2            | 0            | 9        | 2      |
| Facchinetti    | 0        | 0       | 1            | 0            | 1        | 0      |
| G. Foresti     | 7        | 0       | 0            | 0            | 7        | 0      |
| G. Gaddoni     | 31       | 25      | 1            | 1            | 32       | 26     |
| L. Goisis      | 2        | 0       | 0            | 0            | 2        | 0      |
| L. Mamoli      | 15       | 0       | 0            | 0            | 15       | 0      |
| A. Morzenti    | 3        | 0       | 1            | 0            | 4        | 0      |
| M. Pagliano    | 29       | 5       | 3            | 3            | 32       | 8      |
| S. Perrucci    | 18       | 0       | 0            | 0            | 18       | 0      |
| G. Ravasi      | 2        | 1       | 1            | 0            | 3        | 1      |
| A. Sacchetti   | 7        | 0       | 2            | 0            | 9        | 0      |
| G. Saccone     | 6        | 1       | 2            | 0            | 8        | 1      |
| A. Salvi       | 19       | 3       | 1            | 0            | 20       | 3      |
| V. Schiavi     | 20       | 2       | 2            | 0            | 22       | 2      |
| P. Sibella     | 0        | 0       | 1            | -3           | 1        | -3     |
| F. Simonetti   | 1        | 0       | 0            | 0            | 1        | 0      |
| F. Tagliani    | 2        | 0       | 0            | 0            | 2        | 0      |
| F. Terni       | 11       | 0       | 2            | 0            | 13       | 0      |
| E. Vecchi      | 6        | 2       | 0            | 0            | 6        | 2      |